# Rocked: Sum 41 in Congo
Rocked: Sum 41 in Congo — документальний фільм 2005 року, що описує досвід гурту Sum 41, під час їх подорожі з організацією War Child Canada по Конго (ДРК), де війни не припиняються з 1998 року.
Перш ніж опинитись у смертельній небезпеці під час бою між повстанцями та урядовими військами, учасники групи з дітьми Конго, для яких смерть стала способом життя.
Як видно з фільму війна в Демократичній Республіці Конго була охарактеризована як одна з найбільш гострих гуманітарних криз у світі та найбільш смертоносною війною за всю історію проведення в Африці. У країні починаючи з 1998 року, загинуло більш як три мільйони людей. Доктор Dr. Eric Hoskins, президент War Child Canada, та доктор Samantha Nutt, виконавчий директор War Child Canada, є виконавчими продюсерами фільму «Rocked: Sum 41 in Congo». Вони супроводжували Sum 41 в ДРК травня 2004. Канадський миротворець Чак Пеллетьє допоміг Sum 41 евакуюватися з ДРК. На його честь названо альбом групи 2004 року випуску, «Chuck».